# Национальный почтовый музей (США)
См. также Почтовый музей (Лондон), ранее также известный как Национальный почтовый музей.
Национальный почтовый музей (англ. National Postal Museum) — почтовый музей, расположенный в Вашингтоне в США.

## Описание и история
Музей находится напротив станции Вашингтонского метро Юнион Стэйшн (Union Station), в здании Postal Square Building, в котором ранее располагался главный почтамт Вашингтона (Main Post Office of Washington) — с 1914 года, после его сооружения, и до 1986 года. Здание было спроектировано архитектурной фирмой «Грэм энд Бернхэм» (Graham and Burnham), которую после смерти Дэниела Бернхэма в 1912 году возглавлял Эрнест Грэм (Ernest Graham).
Музей был учреждён благодаря соглашению, достигнутому между Почтовой службой США и Смитсоновским институтом, и открылся в 1993 году.
В музее размещается много интерактивных экспозиций, посвящённых истории Почтовой службы США и истории почты всего мира. Демонстрируется также огромная коллекция почтовых марок. Проводятся временные выставки, например, о Пони-экспресс, об использовании почтой железных дорог и даже выставка о прямом маркетинге под названием «Что в почте для вас?» («What’s in the Mail for You»), во время которой можно было изготовить сувенирный конверт с напечатанным на нём именем посетителя и скидочный купон для сувенирной лавки. В музее есть сувенирная лавка и отдельный филателистический магазин. Поскольку это Смитсоновский музей, то вход бесплатный.
Начиная с 2002 года, музей раз в два года вручает Смитсоновскую премию за достижения в области филателии (Smithsonian Philatelic Achievement Award).
В сентябре 2009 года музей получил в дар 8 миллионов долларов США от учредителя инвестиционной фирмы Билла Гросса для финансирования расширения музея.
В этом же здании также находится головной офис Бюро статистики труда (англ. Bureau of Labor Statistics) Министерства труда США.

Здание музея и некоторые его экспонаты
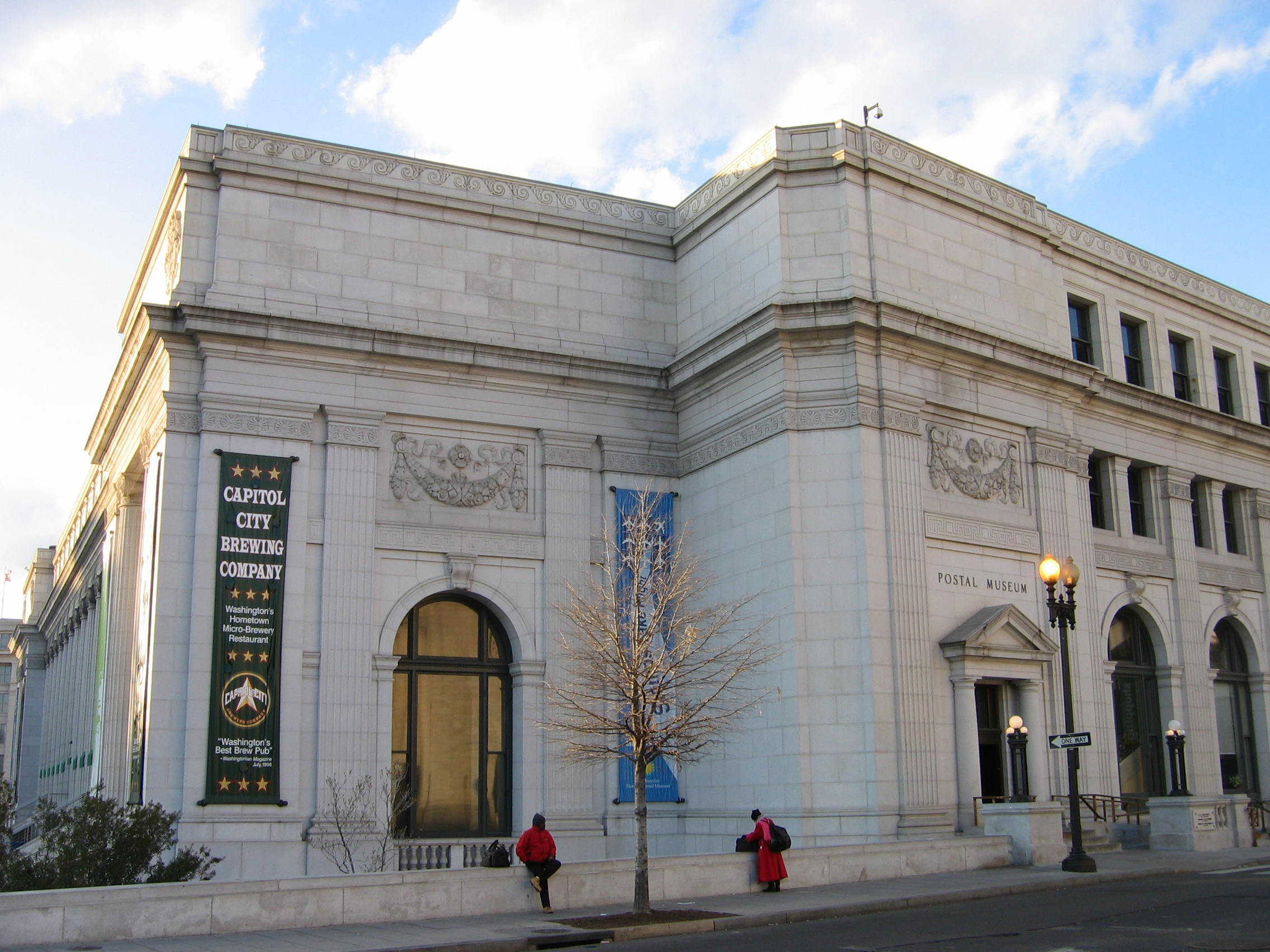
Здание
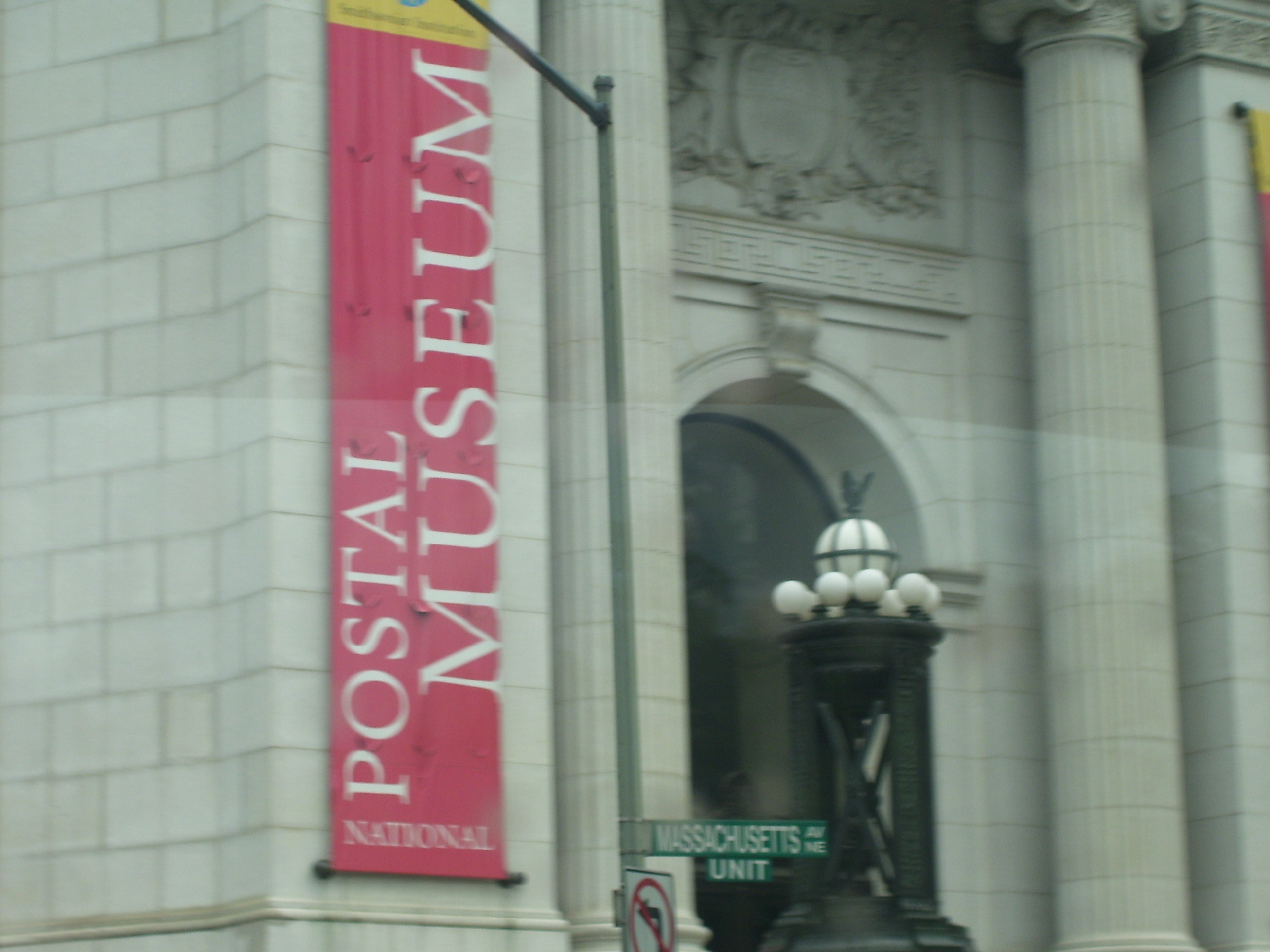
Главный вход
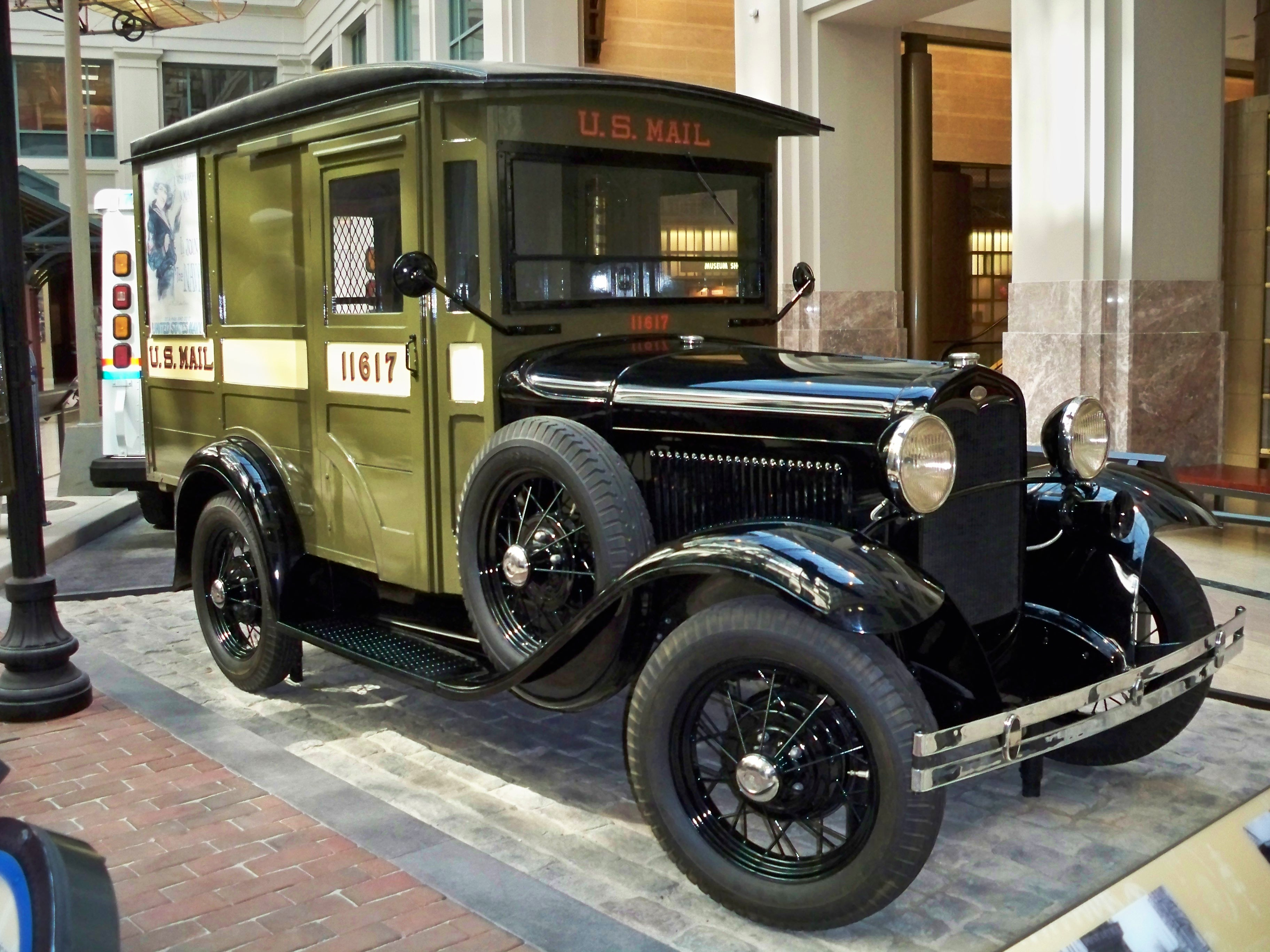
Почтовый грузовик[англ.] Ford (1931)
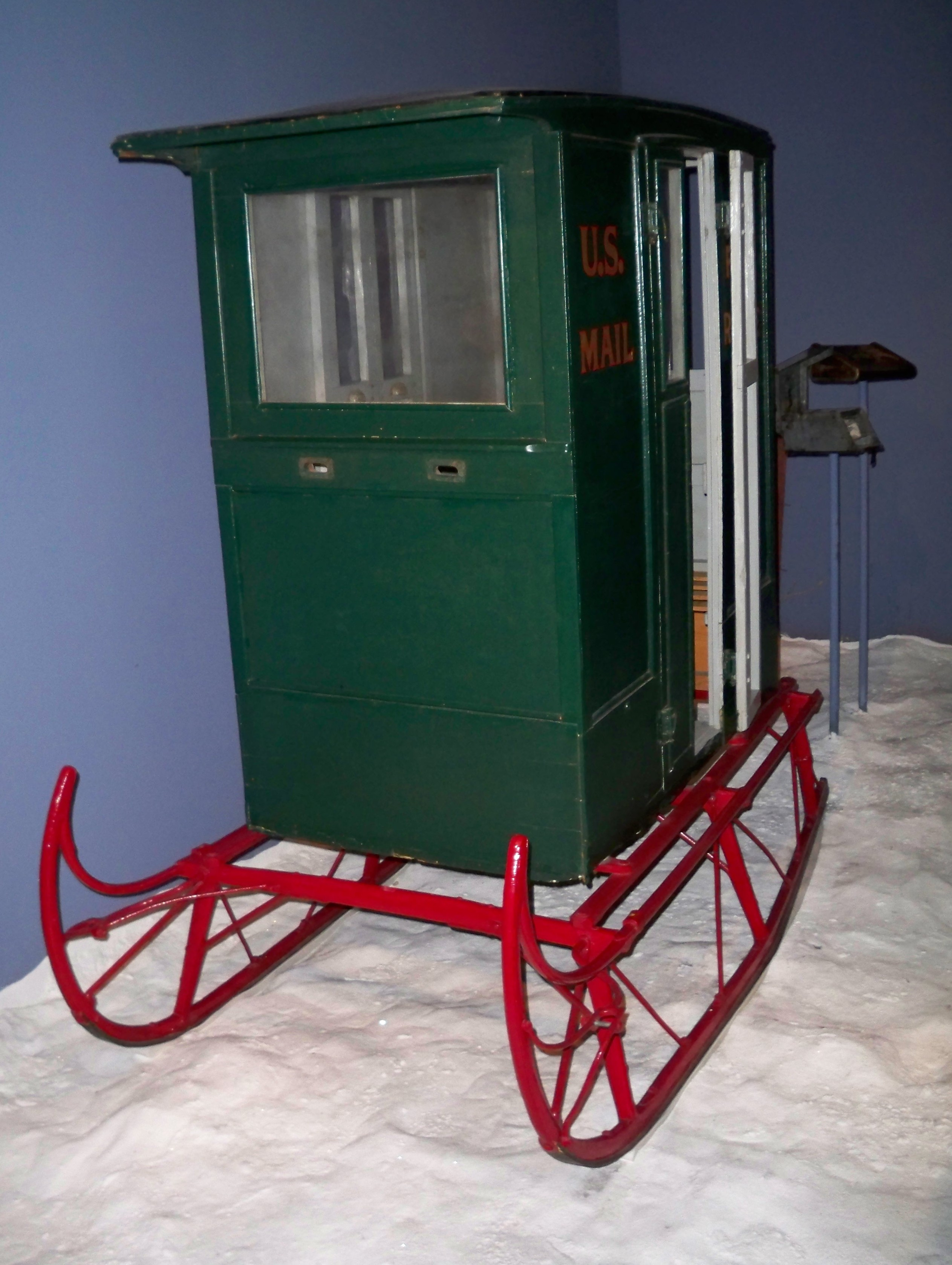
Почтовые сани
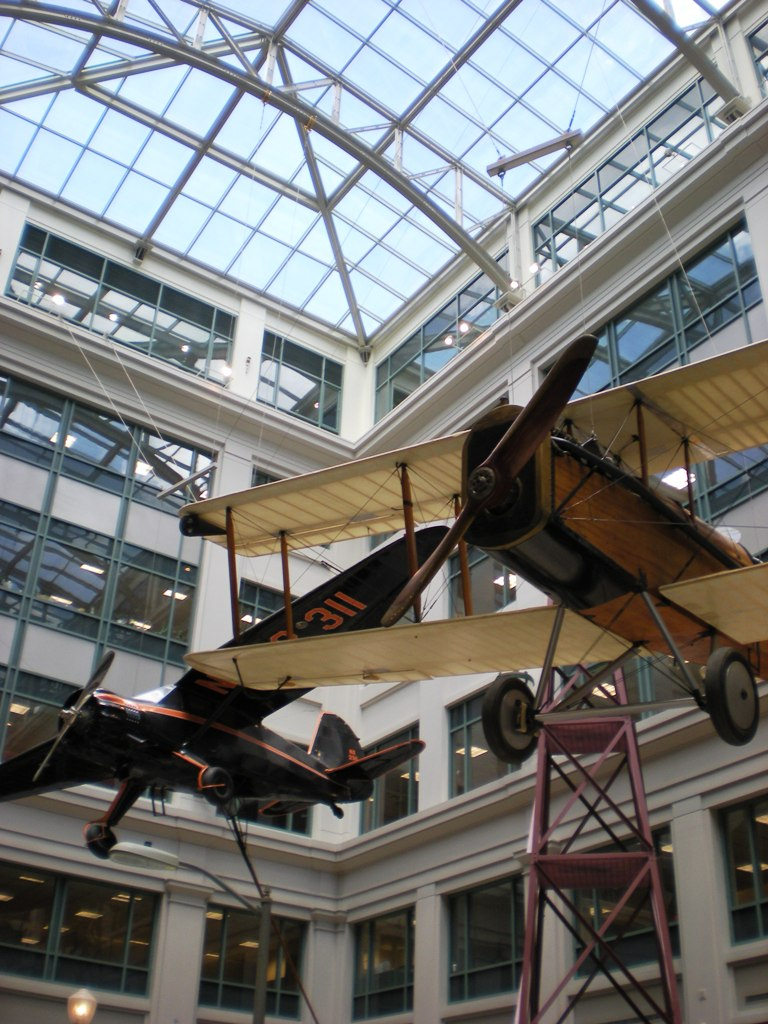
Авиапочтовые самолёты Stinson Reliant SR-10[10] (слева) и De Havilland DH-4B[11] (справа)